# The Alliance (The Office)
"The Alliance" é o quarto episódio da primeira temporada da série de televisão estadunidense The Office. A gravação foi ao ar em 12 de abril de 2005 nos Estados Unidos pela NBC. Foi escrito por Michael Schur e dirigido por Bryan Gordon, marcando seus primeiros créditos no programa.
Neste episódio, a paranóia toma conta dos membros do escritório enquanto rumores de redução de pessoal circulam. Dwight Schrute (interpretado por Rainn Wilson) forma uma aliança com Jim Halpert (John Krasinski) contra outros funcionários. Enquanto isso, Michael Scott (Steve Carell) organiza uma festa de aniversário para melhorar o moral de Meredith Palmer (Kate Flannery), embora falte mais de um mês para o aniversário dela. Michael fica angustiado para escrever a mensagem perfeita em seu cartão de aniversário e, no final, sua piada fracassa, arruinando a festa.
O episódio foi inspirado em reality shows populares de televisão, principalmente Survivor. A filmagem original durou 37 minutos e os produtores consideraram dividir em duas partes, um com foco na aliança e outro focado na festa de aniversário de Meredith, mas desistiram da ideia. "The Alliance" foi visto por cerca de 5,4 milhões de telespectadores e recebeu uma classificação de 2,4/6 entre adultos com idades entre 18 e 49 anos. O episódio recebeu críticas positivas.

## Sinopse
Dwight Schrute se sente ameaçado pelos rumores de redução de pessoal na Dunder Mifflin e forma uma aliança com o colega de trabalho Jim Halpert. Jim concorda e pede a ajuda de Pam Beesly para fazer uma série de pegadinhas contra Dwight.
Michael Scott tenta elevar o moral no escritório fazendo uma festa de aniversário para Meredith Palmer, mesmo que falte um mês para o aniversário dela. Ele fica angustiado para escrever uma mensagem perfeita em seu cartão de aniversário. No final, recorre a uma piada sobre a suposta redução de pessoal, o que faz com que todos se preocupem. Oscar faz com que Michael apoie financeiramente a caminhada de seu sobrinho com paralisia cerebral. O gerente regional promete um alto valor, mas acaba descobrindo que o dinheiro era pra cada quilômetro caminhado e não para todo trajeto.
Jim segura a mão de Pam enquanto explica uma nova pegadinha contra Dwight. O noivo dela, Roy Anderson, percebe isso e cobra explicações do colega. Jim explica que estava planejando uma pegadinha e pede a Dwight para apoiá-lo, mas ele simplesmente nega qualquer envolvimento, fazendo com que parecesse culpado.

## Produção

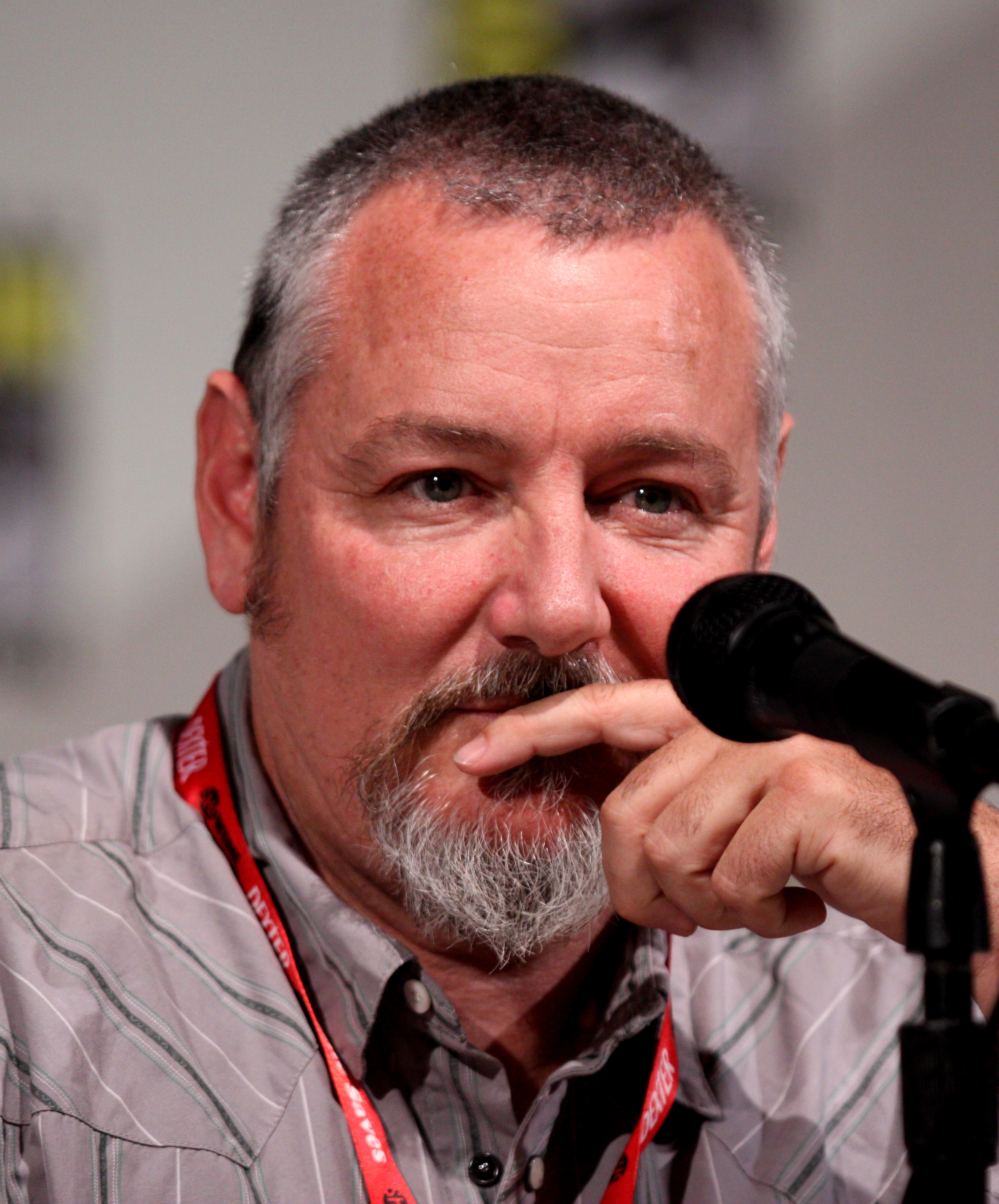
Randall Einhorn, um ex-membro da série Survivor, filmou o episódio.

O episódio foi inspirado em reality shows populares, mais notavelmente Survivor. A frase "posso confiar em Jim?" era uma referência direta ao programa e foi uma "adição de último segundo", de acordo com Daniels. Além disso, Randall Einhorn, o cinegrafista da gravação, trabalhou em Survivor. Quando o roteiro estava sendo escrito, muitos membros do elenco temiam que a oferta de Michael para caminhada fosse um lapso do tom realista que o programa buscava, mais parecido com o comportamento irracional visto em Curb Your Enthusiasm. Daniels defendeu a plausibilidade de Michael ter feito a promessa, dizendo que, por estar ciente da equipe de documentário o filmando, ele doaria um alto valor sem examinar exatamente com o que estava concordando. Durante a escrita, Daniels fez com que os roteiristas passassem algum tempo no estúdio, principalmente no escritório de Michael. Mindy Kaling observou mais tarde que ela "odiava".
A filmagem  original durou 37 minutos e os produtores foram encarregados de reduzir  para 22 minutos. O produtor executivo Greg Daniels considerou dividir em duas partes, um focado na aliança e outro na festa de aniversário de Meredith, mas o aparecimento de chapéus de festa nas cenas fez com que ele rejeitasse a ideia. Como o episódio teve que ser reduzido devido ao tempo, várias cenas foram cortadas drasticamente. A cena de Steve Carell apresentando ideias terríveis para cartões foi drasticamente reduzida. Durante a festa, Ryan conversa com uma mulher diferente no fundo de cada cena. Embora não tenham aparecido em muitas partes no episódio final, os produtores acharam que esse foi um belo toque para o novo funcionário. As penúltimas aparições de Michael contando várias piadas terríveis para Meredith também foram reduzidas. A cena em que Roy confronta Jim foi filmada dez vezes diferentes cada uma em um estilo diferente, variando de Roy jogando Jim contra a parede até ele perguntando: "Ei, o que você está fazendo?". Embora a equipe achasse que a versão violenta era mais dramática, eles perceberam que isso faria com que o episódio passasse de uma comédia a um "drama de raiva".
Várias falas e partes do episódio foram improvisadas pelo elenco. Jenna Fischer chamou o momento de planejamento da festa de sua cena favorita e chamou-a de "reunião mais longa e horrível de todos os tempos". Na faixa de comentários do episódio, ela revelou que o trecho foi quase totalmente improvisado. A certa altura, Phyllis Smith, que interpreta Phyllis Vance, fez uma piada que fez todos no estúdio rirem, forçando a interrupção da produção por quase 45 minutos. A piada de Dwight beijando o bíceps foi escrita por Rainn Wilson. Larry Wilmore mais tarde a considerou sua favorita. Ele disse que "parte da diversão em escrever um programa como este é tentar escrever falas que pareçam improvisadas." Daniels também elogiou as atuações dos atores, dizendo: "quando você sabe que a atuação é muito boa, tudo parece que foi improvisado".
O momento em que Dwight entra em uma caixa quase não entra no episódio. Mike Schur, que escreveu o roteiro, temia que o personagem entrando na caixa não apenas tornasse o episódio "louco e amplo", mas também fazia com que o resto parecesse chato em comparação. Depois de filmar a cena, porém, ele a descreveu como "a coisa mais natural do mundo". Phil Shaw, o dublê, fez a maior parte da gravação. Schur descreveu a saída de Dwight da caixa como seu momento de "herói de ação". Daniels a comparou com o filme Alien. Sua edição foi outro obstáculo, já que a caixa se deslocou ligeiramente no chão de uma tomada para outra, dificultando a montagem de uma forma que evitasse inconsistências óbvias.

## Recepção

### Audiência
Em sua transmissão original em 12 de abril de 2005, "The Alliance" foi visto por cerca de 5,4 milhões de telespectadores e recebeu uma classificação de 2,4/6% nas idades entre 18 e 49 anos. Isto significa que foi visto por 2,4% de todos nessa faixa etária e por 6% de todos nessa mesma faixa que assistiam televisão no momento. O episódio, que foi ao ar após Scrubs, manteve 100% de seu público inicial pela segunda semana.

### Críticos
O episódio recebeu críticas positivas, com muitos elogiando o desenvolvimento do relacionamento entre Pam e Jim. Travis Fickett do IGN o elogiou e comparou o relacionamento de Jim e Pam na primeira temporada com o da quarta, dizendo: "Jim e Pam simplesmente trabalham melhor antes de serem um casal. O fato de Roy poder ficar entre eles aqui é divertido – e nos lembra que era mais interessante quando algo ainda poderia ficar entre eles". Em resumo, ele concluiu que, "[The Alliance] é um dos melhores primeiros episódios da série, Dwight conversando para a câmera é genial e nos dá o momento 'Dwight' mais perfeito do programa até agora". O crítico de televisão Robin Pierson observou que no episódio, "o relacionamento de Jim e Pam começa a tomar forma real". Mais tarde, ele chamou a cena em que Roy quase ataca Jim como "um momento muito mais 'real' do que o resto do episódio". Além disso, ele criticou a caracterização de Dwight, observando que suas ações foram "estupidamente ingênuas".  Miss Alli da Television Without Pity deu ao episódio uma nota A.
Erik Adams da A.V. Club concedeu um "B−" para gravação. Ele sentiu que o episódio era "semelhante a um cervo recém-nascido" e "um marco para The Office, pois foi a primeira vez que um roteiro gerou tanto material que poderia ocupar uma hora inteira de transmissão". Ele sentiu que o enredo de Michael era engraçado, mas tinha problemas. Argumentou que a reformulação do personagem o tornou mais agradável, mesmo quando ele estava fazendo algo inapropriado; neste episódio, entretanto, seu comportamento é muito constrangedor. Adams elogiou a cena em que Dwight emergiu da caixa, chamando-a de uma das "primeiras grandes piadas de The Office". Além disso, sentiu que o trecho era simbólico, pois produzia "um personagem mais forte, mais mortal e melhor".